# Joseph Malta
Joseph Malta (* 27. November 1918 in Revere, Massachusetts; † 6. Januar 1999 ebenda) war ein Angehöriger der US-amerikanischen Militärpolizei und Henker der United States Army.

## Leben
Malta wurde als jüngstes von insgesamt 21 Kindern einer italienischen Einwandererfamilie geboren und arbeitete vor seiner Militärzeit als Bodenschleifer. Nach seiner Einberufung wurde er 1945 nach Deutschland versetzt und diente als einfacher Streifengänger, ehe er sich freiwillig zum Einsatz als Henker meldete.
Er vollzog als Assistent zusammen mit dem Chefhenker der 3. US-Armee John C. Woods im Anschluss an den Nürnberger Prozess gegen die Hauptkriegsverbrecher am 16. Oktober 1946 die Hinrichtungen von 10 deutschen Kriegsverbrechern in der Turnhalle des Nürnberger Gefängnisses und wurde danach auch „Hangman Ten“ genannt.  Beim Hängen kam es zu Pannen. Die Verurteilten starben nicht wie vorgesehen durch Genickbruch, stattdessen erstickten sie langsam und qualvoll. Auch die Falltür war zu klein bemessen, so dass sich einige der Hingerichteten im Fallen blutige Kopfverletzungen zuzogen.
Nach Woods’ Rückversetzung in die USA übernahm er zirka November/Dezember 1946 für kurze Zeit die Aufgabe als Chefhenker. Er führte – eigenen Angaben zufolge – insgesamt 60 Hinrichtungen durch.
1947 quittierte Malta seinen Militärdienst und kehrte wieder in seinen früheren Beruf zurück.
Bis ins Alter betrachtete er den Tag der Hinrichtung der Hauptkriegsverbrecher als seinen größten Tag und äußerte, es sei der Hass auf die Delinquenten gewesen, der ihn zu seiner Henkerstätigkeit befähigt habe. Andererseits erkannte er an, dass alle Verurteilten bis zum Schluss Haltung bewahrt hatten.
Seine letzte Lebenszeit verbrachte Malta in einem Altenheim in New York. Einem Pressebericht zufolge besaß er noch im Alter als Erinnerungsstück eine kleine Nachbildung des Galgens des Landsberger Gefängnisses, wo er als Henker tätig gewesen war. Hierzu befragt, äußerte er im Alter von 78 Jahren, knapp zwei Jahre vor seinem Tode, dass ihm diese Tätigkeit ein Vergnügen („a pleasure“) gewesen sei.

## Belege
1. 1 2 3  Joshua A. Resnek: Der Henker von Nürnberg., In: Die Zeit – Modernes Leben, Nr. 43, 1996
2. ↑  Jose Malta in der Datenbank des Social Security Death Index (SSDI) auf footnote.com, Nachfrage auf ssdi.rootsweb.ancestry.com, gesehen am 15. Juni 2010 (englisch)
3. ↑  Joseph Kingsbury-Smith: The Execution of Nazi War Criminals, 16. Oktober 1946, online auf famous-trials.com (ausführlicher journalistischer Augenzeugenbericht, englisch).
4. ↑  Nürnberger Prozesse: Der Tod durch den Strick dauerte 15 Minuten spiegel.de, 16. Januar 2007.
5. ↑  Nuremberg Hangman: No Regrets (Memento vom 5. Juli 2008 im Internet Archive), von Jon Marcus, Associated Press, vom 15. Oktober 1996, auf law.umkc.edu, gesehen am 15. Juni 2010 (englisch)
6. ↑  Jon Marcus: Nuremberg hangman: No regrets. In: The Nuremberg Trials: Newspaper Accounts. 15. Oktober 1996, archiviert vom Original am 15. Dezember 2016; abgerufen am 26. Januar 2024 (amerikanisches Englisch).

| Personendaten    | Personendaten                                |
| ---------------- | -------------------------------------------- |
| NAME             | Malta, Joseph                                |
| ALTERNATIVNAMEN  | Malta, Jose                                  |
| KURZBESCHREIBUNG | US-amerikanischer Militärpolizist und Henker |
| GEBURTSDATUM     | 27. November 1918                            |
| GEBURTSORT       | Revere, Massachusetts                        |
| STERBEDATUM      | 6. Januar 1999                               |
| STERBEORT        | Revere, Massachusetts                        |